# Sakura (phim truyền hình)
Sakura (tiếng Nhật: さくら) là một bộ phim truyền hình dạng telenovela của kênh NHK, trình chiếu lần đầu vào năm 2002.
Số lượng ứng viên cho buổi thử giọng nhân vật nữ chính lên đến 2512 người. Vào thời điểm phát sóng đầu tiên năm 2002, rating của bộ phim đạt 23,3% với tỉ lệ xem cao nhất là tại khu vực Kanto với 27,5%.

## Nội dung
Sakura, a fourth-generation Japanese-American, has finished college. She decides to spend a year in Japan, as a teacher in the countryside of Japan. When she arrives things are quite what she expected...

## Nhóm sản xuất
- Âm nhạc: Reijiro Koroku
- Vũ đạo: Wakayanagi Rokukotobuki, Uehara Maki
- Ánh sáng: Masanori Nakamura, Ryuji Kasahara

## Diễn viên
- Takano Shiho... Elizabeth Sakura Matsushita
- Ozawa Yukiyoshi... Katsuragi Keisuke
- Teraizumi Ken... Ichiro Matsushita
- Ohta Hiromi... Kyoko Matsushita
- Tsushima Keiko... Toshiko Matsushita
- Itakura Kaori... Momo Matsushita
- Kobayashi Asei
- Nakamura Meiko
- Noguchi Goro
- Otaki Hideji... James Takero Matsushita
- Naito Taketoshi
- Asada Miyoko
- Enari Masamoto
- Nagasawa Masami
- Kumagai Mami... Ayusawa Midori
- Thane Camus... Robert "Roby" Hoffman
- Imamura Keiko
- Sasaki Sumie
- Okumura Kouen
- Kasai Kenji
- Numata Yoichi
- Ramos Ruy
- Saito Yosuke
- Kawamoto Takanori
- Takahashi Kaori
- Ono Mayumi
- Emori Toru... Nakasone Masaharu

## Nhạc phim
- 桜景
- Bốn mùa hoa anh đào[5] (四季のさくら)